# Tlaxcantitla
Tlaxcantitla är en ort i Mexiko.   Den ligger i kommunen Atlahuilco och delstaten Veracruz, i den sydöstra delen av landet, 230 km öster om huvudstaden Mexico City. Tlaxcantitla ligger 2 428 meter över havet och antalet invånare är 296.
Terrängen runt Tlaxcantitla är kuperad söderut, men norrut är den bergig. Runt Tlaxcantitla är det ganska tätbefolkat, med 93 invånare per kvadratkilometer. Närmaste större samhälle är Orizaba, 16,7 km norr om Tlaxcantitla. I omgivningarna runt Tlaxcantitla växer i huvudsak blandskog.